# Amy Wallace
Amy Wallace (c.1956), é uma escritora estadunidense, filha dos também escritores Irving Wallace e Sylvia Wallace, e irmã do historiador David Wallechinsky. Vive atualmente em Los Angeles, Califórnia.

## Obras
- The Book of Lists (série)
- The Official Punk Rock Book of Lists (com Handsome Dick Manitoba, 2007)
- The New Book of Lists: The Original Compendium of Curious Information (com David Wallechinsky, 2005)
- The Book of Lists (com David Wallechinsky, 2004)
- The Sorcerer's Apprentice: My Life with Carlos Castaneda (2003)
- Desire (1990)
- The Prodigy: A Biography of William James Sidis, America's Greatest Child Prodigy (1986)
- The Two (com Irving Wallace, 1979)
- The Secret Sex Lives of Famous People (com Irving Wallace, Sylvia Wallace e David Wallechinsky)
- The Intimate Sex Lives of Famous People (com Irving Wallace e David Wallechinsky)